# Демілітаризація
Демілітаризація — виведення військ, ліквідація військових споруд, відмова від розміщення військової промисловості на якійсь території, переважно згідно з міжнародним договором; роззброєння.
У багатьох відношеннях вона протилежна мілітаризації. Наприклад, демілітаризація Північної Ірландії спричинила скорочення британських органів безпеки та військових апаратів. Демілітаризація в цьому сенсі зазвичай є результатом мирного договору, який завершує війну чи великий конфлікт. Цей принцип відрізняється від демобілізації, що належить до різкого добровільного скорочення чисельності переможної армії.

## Значення
Демілітаризація була політикою низки країн після обох світових воєн. Після Першої світової війни Велика Британія значно скоротила свою військову міць, що також називають роззброєнням. Військова слабкість Великої Британії під час підйому нацистського режиму в Німеччині була однією з причин, що призвели до політики умиротворення.
Перевтілення військових чи воєнізованих сил у цивільні також називається демілітаризацією. Наприклад, італійська державна поліція була демілітаризована в 1981 році, а бундесжандармерія об'єдналася з національною поліцією, утворивши новий цивільний орган. Демілітаризація може також належить до політики, яку застосовують союзні війська під час окупації Японії та Німеччини після Другої світової війни. Японська та німецька армії були перейменовані, щоби відокремити їх від недавньої військової історії, але були збережені та посилені, щоби допомогти союзникам протистояти новій радянській загрозі, яка стала очевидною після закінчення Другої світової війни та початку холодної війни.
Демілітаризація може також означати скорочення одного або кількох видів зброї або систем озброєнь (див. Контроль над озброєнням) або зняття бойової техніки з військового корабля (див. лінійний крейсер «Хіей»).
Демілітаризована зона — це конкретна територія, наприклад, буферна зона між державами, які раніше брали участь у збройному конфлікті, де заборонені військові особи, техніка або діяльність. Сюди також можуть входити зони, виділені під час конфліктів, у яких держави, військові держави чи протиборчі групи забороняють військові об'єкти, діяльність чи персонал. Демілітаризована зона також вільна від будь-якої діяльності, яка допомагає військовим зусиллям будь-якої з воюючих сторін. Як правило, ця зона захищена від нападу, і багато країн забороняють своїм військам вчиняти напади, оскільки це буде серйозним порушенням або серйозним військовим злочином, який, ймовірно, стане підставою для порушення кримінальної справи. Однак у випадку з корейською демілітаризованою зоною території за межами демілітаризованої смуги, що розділяє обидві сторони, значною мірою мілітаризовані.
Приклади демілітаризації зокрема:
- Версальський договір заборонив Німеччині після Першої світової війни мати військово-повітряні сили, бронетехніку та деякі типи військово-морських судів. Крім того, він встановлював демілітаризовану зону в Рейнській області.
- Масове скорочення військового персоналу в країнах-союзницях після Першої світової війни.
  - Демобілізація британських збройних сил після Другої світової війни
- Вашингтонська морська угода 1922 року
- Конвенція про хімічну зброю
- Скасування армії Коста-Рики 1 грудня 1948 президентом Хосе Фіґерес.[8]